# Erxleben
Erxleben es un municipio situado en el distrito de Börde, en el estado federado de Sajonia-Anhalt (Alemania), a una altitud de 130 metros. Su población a finales de 2019 era de unos 2856 habitantes y su densidad poblacional, 35 hab/km².